# Bouguenais
Bouguenais là một xã trong vùng hành chính Pays de la Loire, thuộc tỉnh Loire-Atlantique, quận Nantes, tổng Rezé. Tọa độ địa lý của xã là 47° 10' vĩ độ bắc, 01° 37' kinh độ đông. Bouguenais nằm trên độ cao trung bình là 28 mét trên mực nước biển, có điểm thấp nhất là 1 mét và điểm cao nhất là 41 mét. Xã có diện tích 31,50 km², dân số vào thời điểm 1999 là 15.627 người; mật độ dân số là 496 người/km².

## Thông tin nhân khẩu
| 1946  | 1954  | 1962  | 1968   | 1975   | 1982   | 1990   | 1999   |
| ----- | ----- | ----- | ------ | ------ | ------ | ------ | ------ |
| 4 810 | 6 523 | 8 777 | 10 047 | 11 684 | 14 043 | 15 099 | 15 627 |